# Région industrielle de Haute-Silésie

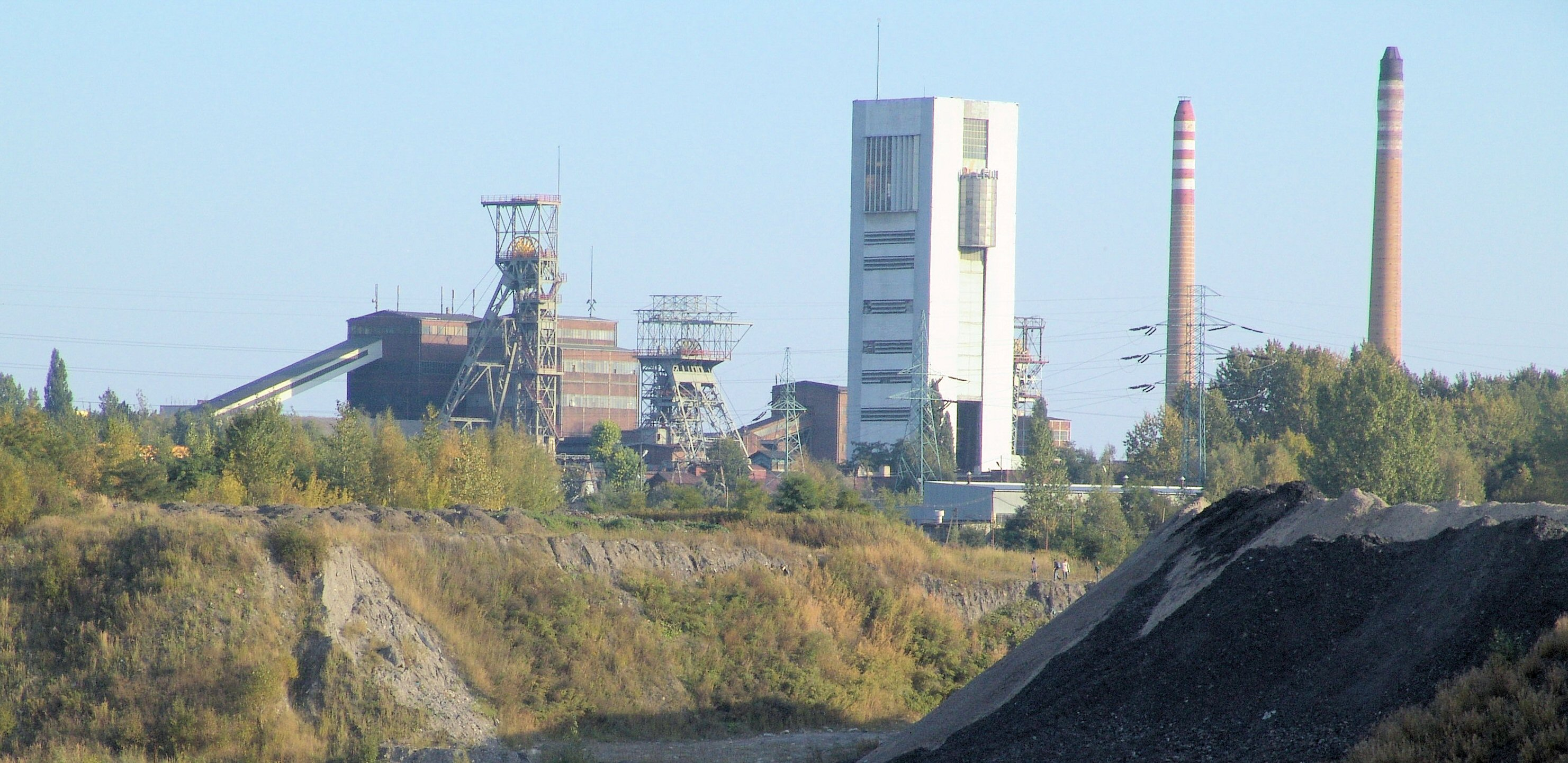
La mine de Bobrek-Centrum à Bytom.

La région industrielle de Haute-Silésie (en polonais : Górnośląski Okręg Przemysłowy) est une grande région industrielle de Pologne.
Elle se situe principalement dans la voïvodie de Silésie, centrée autour de la ville de Katowice, au nord du bassin houiller de Haute-Silésie qui compte cinq millions d'habitants (via la région métropolitaine de Katowice-Ostrava (en)).
La région industrielle de Haute-Silésie est une zone à forte concentration industrielle avec comme secteurs dominants l'industrie minière, l'industrie sidérurgique, l'Industrie des transports, l'industrie énergétique, la construction mécanique et l'industrie chimique.